# Округ Монтгомери (Северна Каролина)
Округ Монтгомери (енгл. Montgomery County) је округ у америчкој савезној држави Северна Каролина.

## Демографија
По попису из 2010. године број становника је 27.798, што је 976 (3,6%) становника више него 2000. године.
| Група             | 2000.          | 2010.          |
| Белци             | 17.514 (65,3%) | 17.875 (64,3%) |
| Афроамериканци    | 5.857 (21,8%)  | 5.231 (18,8%)  |
| Азијати           | 431 (1,6%)     | 441 (1,6%)     |
| Хиспаноамериканци | 2.797 (10,4%)  | 3.926 (14,1%)  |
| Укупно            | 26.822         | 27.798         |